# Sabal yapa
|  | Dieser Artikel wurde aufgrund von formalen oder inhaltlichen Mängeln in der Qualitätssicherung Biologie im Abschnitt „Pflanzen“ zur Verbesserung eingetragen. Dies geschieht, um die Qualität der Biologie-Artikel auf ein akzeptables Niveau zu bringen. Bitte hilf mit, diesen Artikel zu verbessern! Artikel, die nicht signifikant verbessert werden, können gegebenenfalls gelöscht werden. Lies dazu auch die näheren Informationen in den Mindestanforderungen an Biologie-Artikel. |

Sabal yapa ist eine Pflanzenart aus der Gattung Sabal innerhalb der Familie der Palmengewächse (Arecaceae).

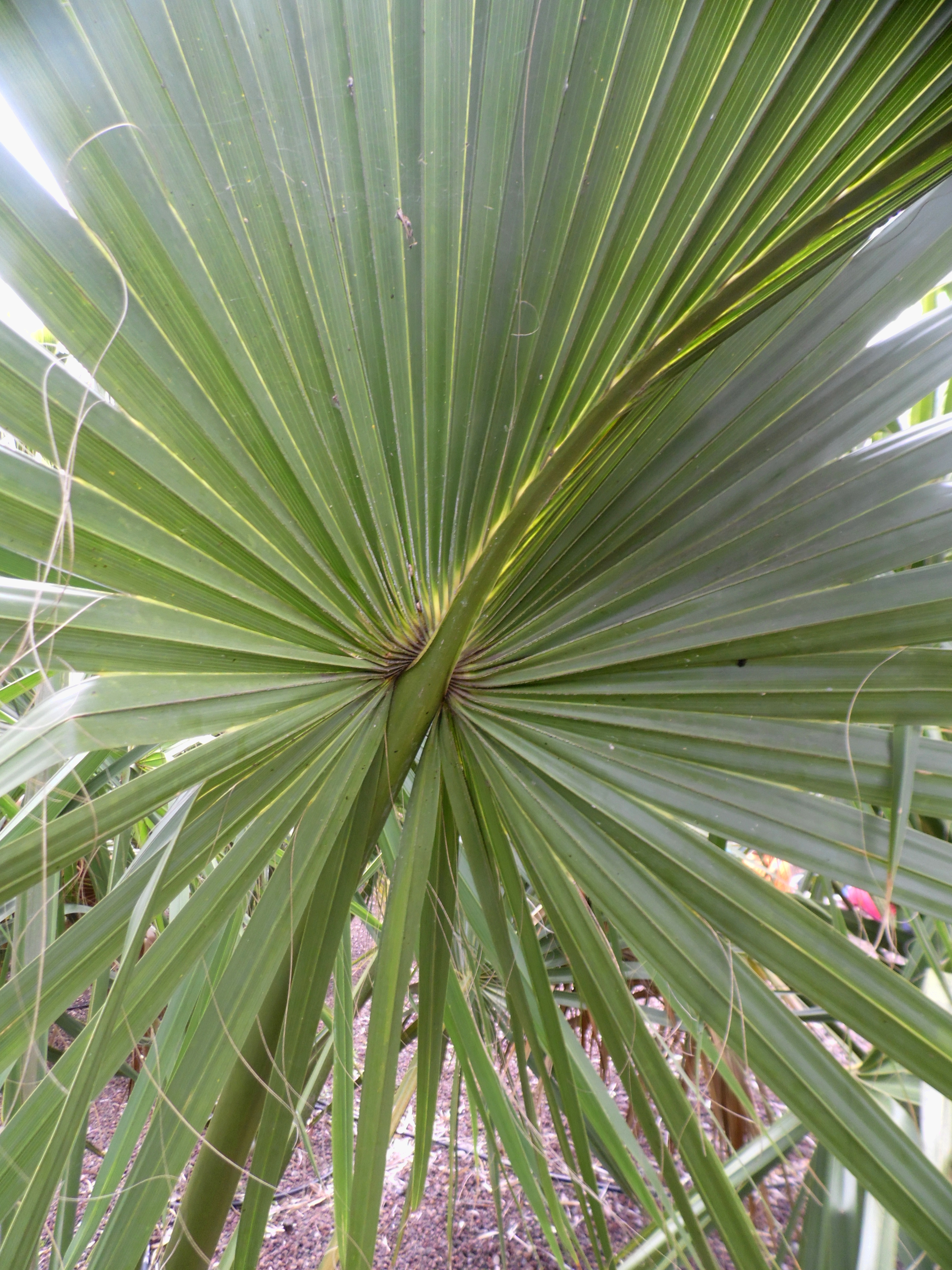
Gestieltes fächerförmiges Laubblatt

## Beschreibung

### Vegetative Merkmale
Sabal yapa wächst als bis 20 Meter hohe Palme mit einer Krone aus bis zu 20 Blättern. Die Laubblätter sind in Blattstiel und Blattspreite gegliedert. Die fächerförmige Blattspreite ist handförmig geteilt. Die äußeren Blattfiedern sind etwa 1 Meter lang und 5 bis 7 Zentimeter breit.

### Generative Merkmale
Die Blüten sind dreizählig. Die Früchte sind kugelig und haben einen Durchmesser von 9 bis 10 Millimetern.

## Vorkommen
Das natürliche Verbreitungsgebiet ist Belize, Guatemala, das westliche Kuba sowie die mexikanischen Bundesstaaten Yucatan, Campeche und Quintana Roo auf der Yucatan-Halbinsel. Sie gedeiht hauptsächlich auf Böden, die sich über Kalkstein entwickelt haben.

## Taxonomie
Sabal yapa wurde 1907 von Odoardo Beccari in Webbia; Raccolta de Scritti Botanici Band 2 Seite 64 erstbeschrieben. Synonyme sind Sabal mayara Bartlett, Sabal peregrina L.H.Bailey und Sabal yucatanica L.H.Bailey. Beccari übernahm den Namen von Charles Wright, in dessen Aufsammlung im Berliner Herbar unter den "Plantae Cubenses Wrightianae" Nummer 3971 eine Herbaretikette mit der Aufschrift "Sabal Yapa?" lag.